# Podlesie (Brzostków)
Podlesie – przysiółek wsi Brzostków w Polsce, położony w województwie świętokrzyskim, w powiecie buskim, w gminie Nowy Korczyn.
W latach 1975–1998 przysiółek administracyjnie należał do województwa kieleckiego.